# جو براون (نحات)
جو براون (بالإنجليزية: Joe Brown)‏ هو نحات أمريكي، ولد في 20 مارس 1909 في فيلادلفيا في الولايات المتحدة، وتوفي بنفس المكان في 14 مارس 1985.